# Herdeiro
A sucessão hereditária consiste na transferência de bens deixados por uma pessoa que já morre aos seus sucessores. Os sucessores são os herdeiros previstos em lei ou em testamentos, sendo que o Código Civil brasileiro somente admite pessoa física como autor da herança e pessoa física ou jurídica como herdeiro, ou seja, animais não podem herdar por testamento. Herdeiro  é a pessoa a que a lei atribui a capacidade de suceder a pessoa que morre, comumente denominado de cujus, nos seus direitos e obrigações.

## Tipos
O Código Civil brasileiro traz, em seu bojo, duas espécies de herdeirosː os herdeiros legítimos, que são aqueles instituídos pela lei e relacionados numa ordem de preferência; e os herdeiros testamentários, decorridos de ato de última vontade, ou seja, testamento.
Artigo 1 784. Aberta a sucessão, a herança transmite-se, desde logo, aos herdeiros legítimos e testamentários.
Com o falecimento da pessoa, seu patrimônio forma o espólio, que é imediatamente transmitido aos herdeiros legítimos ou testamentários.
A lei estabelece uma ordem de preferência aos herdeiros legítimos, denominada ordem de vocação hereditária, que vem expressa no artigo 1 829 do Código Civil:

Artigo 1 829. A sucessão legítima defere-se na ordem seguinte:

I - aos descendentes, em concorrência com o cônjuge sobrevivente, salvo se casado este com o falecido no regime da comunhão universal, ou no da separação obrigatória de bens (artigo 1 640, parágrafo único); ou se, no regime da comunhão parcial, o autor da herança não houver deixado bens particulares;
II - aos ascendentes, em concorrência com o cônjuge;
III - ao cônjuge sobrevivente;

IV - aos colaterais.
Desta forma, em não havendo testamento ou sendo, este, caduco ou revogado, não abrangendo todos os bens, ou até mesmo declarado nulo, a transferências da herança decorrerá da sucessão legítima, deferindo-se o patrimônio do falecido aos herdeiros indicados pela lei e de acordo com a ordem de vocação hereditária.
Não são, porém, os herdeiros obrigados a aceitar a herança deixada pelo de cujus, bem como não respondem pelas dívidas deixadas por este de valor superior ao do espólio.
A lei também reconhece, como herdeiras, as pessoas que ainda não nasceram, mas já foram concebidas; e as que ainda não foram concebidas no momento do falecimento.
Os herdeiros, em razão de seus atos, podem ser excluídos da sucessão, como no caso em que o herdeiro for condenado por atentar contra a vida do de cujus.